# Anapausis annulicauda
Anapausis annulicauda is een muggensoort uit de familie van de Scatopsidae. De wetenschappelijke naam van de soort is voor het eerst geldig gepubliceerd in 1984 door Haenni.